# Енди Пауел
Енди Пауел (енгл. Andy Powell; 23. август 1981) професионални је велшки рагбиста који тренутно игра за Мертир РФК. У каријери је променио много тимова. Најдуже је издржао 5 година у Кардиф блузсима. У његовој каријери било је много инцидената, због којих је плаћао и новчане казне. За репрезентацију Велса је дебитовао 8. новембра 2008. у тест мечу против селекције ЈАР и на тој утакмици проглашен је за најбољег појединца. Био је и на турнеји 2009. у ЈАР са британским и ирским лавовима. Постигао је 1 есеј у 23 меча за "змајеве". Играо је на светском првенству 2011. Професионално се бавио и рагбијем 13, играо је за Виган вориорсе и Саут Велс скорпионсе. Оженио је Наташу Гаскојн у мају 2013.